# Tempête de glace
Pour les articles homonymes, voir Tempête (homonymie).
Tempête de glace (titre original  : The Ice Storm) est un roman de l'Américain Rick Moody publié en mai 1994 aux éditions Little, Brown and Company et paru en français le 1er octobre 2003 aux éditions de L'Olivier. Ce roman a été adapté au cinéma par Ang Lee en 1997 sous le titre original du roman, Ice Storm.